# Liste der Baudenkmäler in Coburg/L
Dieser Teil der Liste der Denkmäler in Coburg beschreibt die denkmalgeschützten Objekte in folgenden Coburger Straßen und Plätzen:
- Lange Gasse
- Leopoldstraße
- Löbelsteiner Straße
- Lohgraben
- Lossaustraße
- Löwenstraße
- Lutherstraße

## Lange Gasse
| Adresse Bezeichnung Akten-Nr.                            | Beschreibung | Foto |
| -------------------------------------------------------- | --- | ---- |
| Lange Gasse (Lage)                                       | Ehemals Hohlweg auf die Brandensteinsebene und nach Löbelstein verläuft die Lange Gasse etwa parallel zum Pilgramsroth. Der Name ist ein typischer mittelalterlicher Altstraßenname. Im unteren Abschnitt ist sie als Fußweg ausgebildet. |      |
| Lange Gasse 1 (Standort) ehem. Gartenhaus D-4-63-000-263 | Das Kleinwohnhaus entstand aus einem ehemaligen Waschhaus, das 1910 in ein neuklassizistisches Gartenhaus umgestaltet wurde. Das Gebäude ist durch eine Prostylosfront gekennzeichnet, die vier toskanische Säulen mit einem zweiteiligen Gebälk und einem Dreiecksgiebel mit Thermenfenster aufweist. Davor ist eine sechsstufige Gartentreppe mit Wangenmauern angeordnet. Im Jahr 1940 wurde das Haus an der Ostseite zur Erschließung durch einen Vorbau ergänzt. |      |
| Lange Gasse 23 (Standort) Villa D-4-63-000-264           | Im Jahr 1906 beauftragte der Apotheker Julius Weiß den Baumeister Tobias Frommann mit der Errichtung der Jugendstilvilla nach Plänen des Bad Oeynhausener Architekten W. Söhlmann. 1934 erwarb der Kaufmann Wilhelm Liefke das Anwesen und veranlasste 1941 den Umbau zu einem Mehrfamilienhaus. Die zweigeschossige Villa zeichnet sich durch verschieden gestaltete Fassaden aus, die unten aus einem Sockelgeschosse mit Steinquadermauerwerk und im Erd- und Obergeschoss vor allem aus Ziegelmauerwerk, teilweise mit Haustein gegliedert, besteht. Im Dach- und Giebelbereich ist zusätzlich bereichsweise eine Fachwerkkonstruktion sichtbar. Die Südseite mit dem Eingang besteht aus einem Portal und dem darüber stehenden großen segmentbogigen Treppenhausfenster. Beide sind durch eine Rustikaquaderung eingefasst. Links davon ist im ersten Obergeschoss ein flacher dreiseitiger Holzerker angeordnet. Den Abschluss bildet oben im Dachbereich der Giebel mit Zierfachwerk und drei leicht hervortretenden Fenstern. Die Ostseite prägt ein fünfseitiger Eckerker nach Norden, die beiden Gartenseiten eine auf Pfeilern stehende, überdachte Eckveranda. Außerdem ist in der Mitte der Nordseite ein segmentbogig vortretender flacher Erker vorhanden. Das Gartenportal ist gekennzeichnet durch beidseitige Rustikapfeiler mit spitzbogigen stilisierten Palmettenaufsätze, die ein doppelflügeliges Gittertor mit geschwungenen Streben flankieren. |      |

## Leopoldstraße
| Adresse              | Beschreibung | Foto |
| -------------------- | --- | ---- |
| Leopoldstraße (Lage) | Die Straße wurde 1618 erstmals erwähnt. Bis 1850 hieß sie Am Stetzenbach. Die Leopoldstraße führt von der Ehrenburg zum Johann-Strauß-Platz und markiert somit den Verlauf des für die frühere Wasserversorgung der Stadt wichtigen Stetzenbachs, der 1810 verrohrt wurde. Die Bezeichnung Leopoldstraße bezieht sich auf Leopold, den jüngsten Sohn Herzog Franz Antons, der 1831 belgischer König wurde. Am Anfang des trichterförmigen Johann-Strauß-Platzes stand bis 1980 das Coburger Gefängnis. Die ehemalige Vorstadt weist in der Leopoldstraße eine geschlossene, traufseitige Bebauung des 18./19. Jahrhunderts auf. Richtung Osten schließen sich villenartige Vorstadthäuser von etwa 1890 an, |      |

| Adresse Bezeichnung Akten-Nr.                                      | Beschreibung | Foto |
| ------------------------------------------------------------------ | --- | ---- |
| Leopoldstraße 10 (Standort) Wohnhaus D-4-63-000-704                | Das zweigeschossige und traufständige Wohnhaus wurde um 1700 errichtet. Es weist als Fassade zur Straße eine verputzte Fachwerkkonstruktion mit vier unregelmäßig platzierten Fensterachsen und drei Schleppgauben im Dachbereich auf. Ein schmaler Gang auf der linken Hausseite erschließt den Hinterhof. Aufgrund seiner einfachen und rationellen Gestaltung mit einem seitlich angelegten Vorplatz und der Anordnung der kleinen Stuben, Kammer und Küche im Viereck wird das Gebäude zu den typischen Kleinhandwerkerhäusern Coburgs gezählt. |      |
| Leopoldstraße 12 (Standort) Wohnhaus D-4-63-000-265                | Im Jahr 1505 wurde erstmals ein Haus erwähnt. Das heute dreigeschossige Wohnhaus entstand 1704 nach einem Neu- oder Umbau. 1871 folgte ein Anbau für eine Schreinerwerkstatt, der 1887 zur Nutzung als Wohnraum umgebaut wurde.1877 kam es auf der rechten Seite zum Einbau eines Erdgeschossladens. Das traufständige Satteldachhaus ist in den Obergeschossen durch eine regelmäßig gegliederte 10-achsige Fassade gekennzeichnet. Die holzgerahmten Fenster sitzen unter der Geschossoberkante, was für eine Fachwerkkonstruktion typisch ist. Drei Fenster im Erdgeschoss, das durch ein Kehlprofil vom Obergeschoss getrennt ist, sind durch Nutungen eingefasst. Ein weiteres Fenster und die Haustür weisen Portale mit geohrten Rahmen, Profilstürzen und Keilsteinen, über der Tür mit der Bezeichnung 1704, auf. Der Ladenzugang mit zwei schmalen seitlichen Fenstern ist analog mit einem repräsentativen Rahmen gestaltet. |      |
| Leopoldstraße 13 (Standort) Bürgerhaus D-4-63-000-1285             | Das dreigeschossige Bürgerhaus entstand Mitte des 17. Jahrhunderts und wurde Mitte des 19. Jahrhunderts aufgestockt und umgebaut. Es ist ein traufständiger Satteldachbau. Im ersten Obergeschoss befinden sich Reste einer aufwendigen wandfesten Ausstattung. |      |
| Leopoldstraße 18 (Standort) Wohn- und Geschäftshaus D-4-63-000-705 | Das zweigeschossige Wohn- und Geschäftshaus steht an der Ecke zur Queckbrunngasse. Nach dem Häuserforscher Ernst Cyriaci existierte an der Stelle im Jahr 1700 ein alter Bau mit zwei Stockwerken, zwei Stuben und einem Keller. Das Satteldachhaus entstand wohl im 17. Jahrhundert, eventuell aus einem Stadel. Umbauten für eine Bäckerei sind seit 1898 dokumentiert, unter anderem 1926 im Rahmen eines Ladeneinbaus und 1956 nach dem Abbruch westlich anschließender Häuser. Eine umfassende Instandsetzung, unter anderem mit dem Abbruch der Rückgebäude verbunden, wurde 1999/2000 durchgeführt. Das dreiachsige, zweigeschossige und schmale Traufseithaus besitzt einen tiefen Grundriss weist dementsprechend ein hohes Satteldach auf, das wohl früher zur Vorratshaltung genutzt wurde. Wie Haus Nr. 10 entspricht es in seiner einfachen Gestaltung der Coburger Form eines Kleinhandwerkerhauses. Das Obergeschoss besitzt als Fassade eine Fachwerkkonstruktion, die auf der Giebelseite paarweise unregelmäßig durchfenstert ist. Das Erdgeschoss ist modern ausgebaut.                                                               |      |
| Leopoldstraße 22 a (Standort) Wohnhaus D-4-63-000-706              | Das zweigeschossige traufständige Wohnhaus wurde um 1850 als Rückgebäude zu Haus Nr. 22 errichtet. Die Hauptfassade auf der Nordseite des Satteldachbaus zeichnet sich durch einen mittig angeordneten Risalit mit Zwerchhaus, beidseitig durch eine Fensterachse flankiert, aus. Im Obergeschoss weist der Risalit drei Fenster mit einem gemeinsamen Sturzprofil auf, die Trennung zwischen Erd- und Obergeschoss erfolgt durch ein Profilgesims. |      |
| Leopoldstraße 24 (Standort) Wohnhaus D-4-63-000-707                | Das zweigeschossige Wohnhaus wurde 1730 erstmals als Haus mit zwei Geschossen, vier Stuben und einem Keller beschrieben. Seine Bauzeit war wohl im 17. Jahrhundert. 1869 folgte an der Westseite der Umbau der Fenster zu einer regelmäßigen Anordnung. 1893 wurde für den Metzgermeister Eduard Puff ein Laden eingebaut, der 1955 große Schaufenster und einen mittigen Eingang erhielt. 1999 kam es zu einer umfassenden Instandsetzung mit Entkernung, Neugestaltung der Erdgeschossfassade und Abbruch der Rückgebäude. Das Giebelhaus, eine Fachwerkkonstruktion mit vier Fensterachsen, entspricht in seinem schlichten Typus, wie andere Häuser in der Leopoldstraße auch, dem typischen Coburger Kleinhandwerker- oder Kleinkaufmannshaus. |      |
| Leopoldstraße 28 (Standort) Wohn- und Geschäftshaus D-4-63-000-708 | Im Jahr 1819 ließ der Hofmusiker Johann Friedrich Hofmann das zweigeschossige Wohnhaus sanieren. 1881 folgte der Einbau eines Ladens, der 1929 im Rahmen der Verlegung des Treppenaufgangs erweitert und 1946 nochmals vergrößert wurde. Rückwärtig wurde 1937 ein Anbau errichtet und später aufgestockt sowie zu einem Lagerhaus umgebaut. Ende der 1980er Jahre veranlasste der Eigentümer Fenstererneuerungen und Fassadenänderungen Das Traufseithaus weist eine Fachwerkkonstruktion mit einem Satteldach auf. Das in der Fensteranordnung zweigeteilte Obergeschoss trennt ein Profilgesims vom Erdgeschoss mit dem links angeordneten Hauseingang. Aufgrund seiner einfachen Gestaltung wird das Gebäude zu den typischen Kleinhandwerker- oder Kleinkaufmannshäusern Coburgs gezählt. Eine 1988 angebrachte Gedenktafel erinnert an den Schriftsteller Friedrich Hofmann, der 1813 in dem Haus zur Welt kam. |      |
| Leopoldstraße 30 (Standort) Wohnhaus D-4-63-000-709                | Das zweigeschossige Wohnhaus stammt aus dem 18. Jahrhundert und wird zu dem Typus der Kleinhandwerker- oder Kleinkaufmannshäuser in der Leopoldstraße gezählt. Die sechsachsige Straßenfassade des traufständigen Satteldachhauses ist allerdings durch aufwändigere Gestaltungselemente wie Brüstungsfelder, Profilstürze und ein Profilgesims gekennzeichnet. 1892 erfolgte zur Nutzung als Wohnraum ein Dachgeschossausbau mit einem zweiachsigen Zwerchhaus, flankiert von Hausgauben mit Pilasterrahmung. Die östliche Giebelfront weist unregelmäßig angeordnete, einzelne Fenster auf. |      |
| Leopoldstraße 31 (Standort) Wohnhaus D-4-63-000-710                | Der Ökonom Johann Path beauftragte im Jahre 1832 Johann Nicol Heyn mit dem Ersatzbau für einen Stadel von 1730, der zu einer Hofstatt gehörte. 1937 ließ Ernst Kuhn das zweigeschossige Fachwerkhaus mit einem etwa quadratischen Grundriss zur Wohn- und Gewerbenutzung umgestalten, wobei wohl die regelmäßig gegliederte Fassade entstand. Das Traufseithaus zeichnet sich durch einen markanten Sprung aus der Bauflucht zur Straße aus. Es besitzt ein hohes Satteldach, das auf seine ursprüngliche Verwendung zur Vorratshaltung hindeutet. |      |
| Leopoldstraße 36 c (Standort) Grenzstein D-4-63-000-711            | Neben einem Neubau des Bayerischen Landesvermessungsamtes stehen die zwei Grenzsteine. Der Standort der Marksteine war ursprünglich im Callenberger Forst. Die Grenzsteine zeichnen sich durch den Coburger Mohrenkopf aus, einer besitzt die Jahreszahl 1549 und auf seiner Oberseite die Grenzlinie als Nut. |      |
| Leopoldstraße 37 (Standort) Wohnhaus D-4-63-000-712                | Im 18. Jahrhundert entstand das dreigeschossige Wohnhaus. 1815 veranlasste der Ökonom Johann Path größere Umbauten, die bis 1947 ein Schlussstein mit der Bezeichnung B 1815 dokumentierte. 1847 folgte für Path der Anbau eines zweigeschossigen Rückgebäudes. Um 1890 kam es im Erdgeschoss zu einer Umgestaltung mit einem Ladeneinbau für den Klempnermeister Nicolai Desoye. Das schmale Traufseithaus steht auf einem tiefen Grundstück und weist ein entsprechend hohes Satteldach sowie zwei Fensterachsen auf. Die Erdgeschossfassade besitzt eine exakte Sandsteinquaderstruktur auf der, durch ein Bandgesims getrennt, die Obergeschossfassade, eine verputzte Fachwerkkonstruktion, ruht. Die Fenster des ersten Obergeschosses weisen Sturzprofile auf, das Traufgesims ist stark profiliert. |      |
| Leopoldstraße 39 (Standort) Wohnhaus, [abgebrochen] D-4-63-000-713 | [Für 1861 ist ein Umbau durch den Arbeiter Andreas Koch an dem Wohnhaus, das einen älteren Kern besitzt, belegt. 1866 folgte wohl ein teilweiser oder kompletter Neubau. Das dreigeschossige Traufseithaus besitzt im Erdgeschoss eine massive und in den Obergeschossen eine verputzte Fachwerkfassade, die durch Verformungen des Fachwerks verzogen ist. Es ist gekennzeichnet durch einen rechts angeordneten Eingang und in den Obergeschossen durch vier in unregelmäßigen Abständen angeordnete Fensterachsen. Wegen des rechts außen angelegten Vorplatzes, des rückwärtigen Treppenhauses und des einfachen Erscheinungsbildes wird das Gebäude zu den typischen Kleinhandwerker- oder Kleinkaufmannshäusern in der Leopoldstraße gezählt.] Im Dezember 2009 wurde das Haus zusammen mit dem ähnlich gestalteten Nachbarhaus Nr. 41, dessen Eingang noch in der Nr. 39 lag, abgebrochen. |      |
| Leopoldstraße 47/49 (Standort) Doppelwohnhaus D-4-63-000-714       | Die Doppelhausgruppe entstand im 18. Jahrhundert, nachdem der Bratkoch Johann Georg Heumann 1732 eine kleine Hofstatt von seiner Schwiegermutter erworben hatte. Die ursprünglich dreigeschossige Baugruppe mit einer gemeinsamen Grenzmauer steht teilweise in Hanglage. Die Häuser mit Vorgärten weisen massive Erdgeschossaußenwände und in den Obergeschossen verputzte Fachwerkwände sowie Satteldächer auf. Das giebelständige Haus Nr. 47 besitzt in der südlichen Straßenfassade in den Obergeschossen drei Fensterachsen. Der später eingebaute Eingang ist im Erdgeschoss links angeordnet, daneben befindet sich ein dreiteiliges Fenster. Die Westfassade hat vier Fensterachsen, eine mit einem Fensterpaar ausgebildet. Das traufständige Haus Nr. 49 ist gegenüber Nr. 47 leicht Richtung Straße nach vorne versetzt und in dem überstehenden Giebelbereich durchfenstert. Die Straßenfront zeigt in zwei Obergeschossen drei und im 1934 aufgestockten Dach vier Fensterachsen. Bis 1904 war der Eingang im ersten Obergeschoss und hatte eine Außentreppe. Ein rückwärtiges Treppenhaus diente auch zur Erschließung des Nachbarhauses. |      |

## Löbelsteiner Straße
| Adresse Bezeichnung Akten-Nr.                              | Beschreibung | Foto |
| ---------------------------------------------------------- | --- | ---- |
| Löbelsteiner Straße (Lage)                                 | Die Löbelsteiner Straße beginnt am Pilgramsroth und führt zum 1972 eingemeindeten Stadtteil Löbelstein. |      |
| Löbelsteiner Straße 2 (Standort) Gartenhaus D-4-63-000-266 | Das mit 1826 bezeichnete Gartenhaus steht östlich der Einmündung Pilgramsroth zum Eckardtsturm und gehört zu den seltenen erhaltenen Gebäuden dieses Typus aus dem 18. und 19. Jahrhundert in Coburg. Das eingeschossige Gebäude besitzt einen Quadersockel auf dem eine Fachwerkkonstruktion mit rechteckigem Raster und Schräghölzern sowie verputztem Gefache steht. Die Fassade zeigt hangseitig eine zweiflügelige Tür mit zweiteiliger Felderung, gegenüberliegend zwei und seitlich jeweils ein Fenster. Ein Walmdach mit einer Holzziegeldeckung bildet den oberen Abschluss. |      |

## Lohgraben
| Adresse Bezeichnung Akten-Nr.                     | Beschreibung | Foto |
| ------------------------------------------------- | --- | ---- |
| Lohgraben (Lage)                                  | Der Lohgraben verläuft entlang des ehemaligen, jetzt verrohrten Hahnflusses von der Badergasse zur Schenkgasse. Der Name verweist auf die hier früher ansässigen Lohgerber. Typisch sind die erhaltenen Gerberhäuser als traufständige Satteldachhäuser mit offener Galerie und vorkragendem Oberbau. Die unregelmäßige Bebauung richtete sich nach dem Uferverlauf des Hahnflusses. |      |
| Lohgraben 16 (Standort) Gerberhaus D-4-63-000-715 | Das dreigeschossige Wohnhaus entstand im 17. Jahrhundert als Gerberhaus. Es war das Rückgebäude des Anwesens Steinweg 37. 1880 beauftragte der Gerbermeister Erhard Röhrig die Baufirma Carl Wetter & Reinhold Gräfe mit der Aufstockung des zuvor zweigeschossigen Traufseithauses. Dabei erhielt das Gebäude an Stelle eines 45° steilen Satteldaches ein zurückgesetztes Obergeschoss mit einem vorstehenden flachen Satteldach. Die Fassade der Straßenfront besteht in den Obergeschossen aus einer Fachwerkkonstruktion, die auskragend über dem massiven Erdgeschoss angeordnet ist. Aufgrund von Verformungen der Fachwerkschwelle wurden Ende des 20. Jahrhunderts die stützenden schrägen Hölzer durch Stahlstützen ersetzt. |      |

## Lossaustraße
| Adresse Bezeichnung Akten-Nr.                             | Beschreibung | Foto           |
| --------------------------------------------------------- | --- | -------------- |
| Lossaustraße (Lage)                                       | 1427 erscheint erstmals hier der Flurname „Laßawe“. Er leitet sich aus dem mittelhochdeutschen „la“ für Sumpf, Sumpfwiese und „ouwe“ für wassernahen Bereich her. Die „Lassaue“ beschreibt damit das sumpfige Gebiet, das nördlich, östlich und südlich von Lauterbach und Itz umflossen wird. Dieses Terrain wird in der zweiten Hälfte des 19. Jahrhunderts trockengelegt und bebaut. Als erstes wurde hier 1856/58 der Bahnhof erbaut. Gleichzeitig wurde die Lossaustraße zwischen dem Lauterbach im Norden und der Itzschleife im Süden parallel zur Bahnlinie als gerade Chaussee mit zwei Baumreihen ausgebaut. Sie beginnt im Süden an der Judenberg-Unterführung/Sonntagsanger, ihr nördliches Ende ist an der Callenberger Straße |                |
| Lossaustraße 3 a (Standort) Villa D-4-63-000-285          | Der Baumeister Otto Leheis errichtete 1896 für den Puppenfabrikanten Hans Leh die zweigeschossige Villa und rückwärtig ein Fabrikgebäude als Anbau. 1986 erwarb die Stadt Coburg das Anwesen. 1999 folgte der Abbruch des Fabrikgebäudes und die Sanierung des Vorderhauses. Die Villa ist in Formen der deutschen Renaissance gestaltet. Die Fassade besteht aus Ziegel mit Sandsteingliederungen. Zur Lossaustraße ist sie rechts durch einen zweiachsigen Zwerchhausrisalit mit durch Ziergebälk geschmückten Fenstern und doppeltem Ziergiebel, abgeschlossen durch ein Dreieck, gekennzeichnet. Links ist eine zweigeschossige, geschlossene Holzveranda mit alter Verglasung vorhanden, die von einem Schopfwalmdach überdacht wird. Auf der linken Seite steht der Treppenhausturm mit dem Eingang im Erdgeschoss und einer welschen Haube. Das Mansarddach wird von Gauben mit Pyramidendächern durchdrungen. |                |
| Lossaustraße 4 (Standort) Villa D-4-63-000-286            | Um 1870 entstand die spätklassizistische, zweigeschossige Villa. 1909 veranlasste der damalige Eigentümer Hans Leh das Schließen der Altane über dem Eingang. 1920 wurde das Haus um eine angebaute Wagenhalle erweitert. 1982 folgte unter anderem eine Fenstererneuerung, ein Treppenneubau und Ausbau des Dachgeschosses. Die vierachsige Straßenfassade ist durch umlaufende schmale Gesimse gekennzeichnet, auf denen hohe Fenster angeordnet sind, die im Obergeschoss Zierstürze besitzen. Das Gesims unter der Dachtraufe zeigt ein Palmettenfries mit Zahnschnitt. Der Eingang auf der linken Seite besteht aus drei Rundbögen auf vier rechteckigen Pfeilern mit einer verglasten Altane darüber. Dahinter steht ein kurzer rückwärtiger Gebäudeflügel mit zwei Achsen. |                |
| Lossaustraße 4 a (Standort) Villa D-4-63-000-287          | Das zweigeschossige villenartige Mehrfamilienwohnhaus an der Ecke zur Mohrenstraße plante Johannes Köhler, ein Lehrer an der Coburger Baugewerkschule, für den Rentier Gustav Scheibe. Die Fassade des neubarocken Gebäudes besteht aus Ziegel mit Sandsteingliederungen und weist in den Straßenfronten jeweils drei Fensterachsen sowie in der abgeschrägten Straßenecke eine Achse auf. Auf einem Sockel aus bossierten Sandsteinen sind zwischen den Fenstern und an den Hausecken Pilaster angeordnet. Die einfach gerahmten Erdgeschossfenster haben eine Segmentbogenverdachung, die Obergeschossfenster profilierte, geohrte Rahmen, Keilsteine und Dreiecksgiebel auf Konsolen. Das zu Wohnzwecken ausgebaute Mansarddach zeichnet sich durch aufwändig gestaltete, stehende Hausgauben aus. In der Mitte steht jeweils eine zweiachsige Gaube, daneben je eine einfache Gaube. Die Südseite gliedert ein zweiachsiger Mittelrisalit neben dem Hauseingang. |                |
| Lossaustraße 5 (Standort) Villa D-4-63-000-288            | Die spätklassizistische Villa wurde 1865 von Jacob Lindner für den Justizrat Heinrich Emil Deyßing errichtet. 1917 beauftragte der Augenarzt Reinhold Alkan, der im Erdgeschoss seine Praxis hatte, einen zweigeschossigen Anbau auf der Nordseite und auf der Südseite einen Wintergarten. Die Fassade der zweigeschossigen Villa prägt in der Straßenfront ein zweiachsiger Mittelrisalit, dessen Fenster paarweise angeordnet sind. Die Obergeschossfenster des Risalits sind durch Schürzen, Pilasterrahmungen, Zierstürze und profiliertes Ziergebälk besonders aufwändig gestaltet. Darüber sind im Dachgeschoss unter einem Dreiecksgiebel drei schmale Rundbogenfenster vorhanden. Die Obergeschossfenster sitzen auf einem geschossteilenden Gesims und weisen jeweils ein Sturzgebälk sowie darüber straßenseitig Tondi mit allegorischen Darstellungen beziehungsweise Okuli auf den zweiachsigen Nord- und Südseiten auf. Das Gesims unter der Dachtraufe ist als Zahnschnittfries ausgebildet.                                                                  |                |
| Lossaustraße 6 (Standort) Bahnhof D-4-63-000-289          | Das langgestreckte, nur ungefähr 22 Meter breite Empfangsgebäude wurde vom Regierungs- und Baurat Conrad Steinbrück entworfen und entstand zwischen den Jahren 1911 und 1923. In der Art eines spätbarocken Schlossbaus besteht das Gebäude aus zwei Eckpavillons, die den Mitteltrakt mit der halbrunden Eingangshalle, die über vier Stufen zu erreichen ist, einrahmen. Der südliche Pavillon hat ein flaches Satteldach, der nördliche ein Pyramidendach. | Lossaustraße 6 |
| Lossaustraße 6 a (Standort) Fürstenbahnhof D-4-63-000-290 | Der Fürstenbau des Bahnhofs entstand zwischen den Jahren 1915 und 1916. Das Gebäude ist geprägt durch ein hohes Walmdach und vier ionische Säulen, über denen das von zwei Löwen gehaltene Wappen des Herzogtums Coburg angeordnet ist. |                |
| Lossaustraße 8 (Standort) Villa D-4-63-000-291            | Der Maurermeister Friedrich Francke errichtete 1879/80 die zweigeschossige Villa mit einem Winkelgrundriss an der Ecke zur Kreuzwehrstraße. Ab 1896 hatte im Erdgeschoss ein Postamt seinen Sitz, das 1926 einen Umbau erfuhr. Seit 1995 ist in dem Haus eine Praxisklinik angesiedelt. Die dreiachsige Straßenfassade des spätklassizistischen Hauses weist ein umlaufendes, geschosstrennendes Gesimsband auf. Im Obergeschoss sind Fenster rechteckig mit einer Stichbogenverdachung und im Erdgeschoss stichbogig ausgebildet. Die Südseite in der Kreuzwehrseite besitzt mittig einen Balkon mit einem schmalen rundbogigen Fenster und Fenstertür, die von einem Bogen mit Tondo überspannt werden. Darüber wird das Walmdach von einem dreiachsigen Zwerchhaus durchbrochen, beidseitig von Hausgauben flankiert. Die Westseite ist ähnlich, aber ohne Balkon gestaltet. Ein Treppenturm mit Walmdach und verschiefertem Obergeschoss steht an der Nordseite. |                |
| Lossaustraße 9 (Standort) Villa D-4-63-000-292            | Der Maurermeister Friedrich Francke errichtete 1874 die zweigeschossige Villa im spätklassizistischen Stil. Der mehrfach gegliederte Baukörper weist in der Straßenfassade einen zweigeschossigen kastenförmigen Erker auf, der 1926 aus dem Schließen eines Balkons entstanden ist. Über dem Erker befindet sich ein dreiachsiges Zwerchhaus mit verschieferten Seiten und mit einer Brüstung, die ein buntes Wandkachelfries dekoriert, das wohl links die Muse Kalliope und rechts Klio zeigt. Die Fenster neben dem Erker sind im Erdgeschoss mit einem Stichbogen ausgeführt. Getrennt durch ein umlaufendes Gesims werden sie im Obergeschoss durch Pilasterrahmungen und Sturzgesime betont. Einem Kranzgesims unter der Dachtraufe mit feinen Zahnschnitten folgt ein flaches Walmdach. Rechts ist hinter einem Vorbau auf toskanischen Pfeilern der Hauseingang angeordnet. |                |
| Lossaustraße 10 (Standort) Villa D-4-63-000-293           | Die spätklassizistische Villa mit zwei Geschossen baute 1875 der Maurermeister Friedrich Francke. 1894 folgte ein Umbau durch den Baumeister Carl Kleemann. Dabei wurde die Veranda an der Südwestseite und der Erker an der Straßenfront um eine Etage erhöht. Der dreiseitige, mittig angeordnete Erker zeichnet sich durch ionische Pfeiler im Erdgeschoss und toskanische im Obergeschoss aus. Den Abschluss über dem Erker bildet ein dreiachsiges Zwerchhaus mit Schräggiebel. Neben dem Erker ist jeweils eine Fensterachse vorhanden, im Erdgeschoss mit einem Stichbogen ausgebildet und im Obergeschoss durch eine Rahmung aus Pilaster und Gebälk sowie Palmetten dekoriert. Auf der Südseite, hinter der Veranda, steht der nachträglich angebaute Treppenturm mit dem Eingang und einem Halbwalmdach. |                |
| Lossaustraße 13 (Standort) Wohnhaus D-4-63-000-294        | Der Bauunternehmer Johann Rädlein errichtete 1905 das dreigeschossige, traufständige Jugendstil-Doppelwohnhaus, die Bauleitung hatte der Baugewerksmeister Hans Münscher inne. Das Haus Nr. 13 wird in der Straßenfront durch einen vierachsigen, seitlichen Risalit geprägt, den oben größtenteils ein Zwerchhaus mit einem geschweiften Filialgiebel abschließt. Konsolen fangen den Risalit im Erdgeschoss ab. Dort ist er auf der Unterseite mit Jugendstilornamenten dekoriert. An der Hausecke ist im ersten Obergeschoss, neben einem großen Korbbogenfenster, eine weibliche Figur der Baukunst mit Wasserwaage, Kelle und Hammer angeordnet. |                |
| Lossaustraße 14 (Standort) Wohnhaus D-4-63-000-294        | Das Haus Nr. 14, des dreigeschossigen, traufständigen Jugendstil-Doppelwohnhauses, zeichnet sich ebenfalls durch einen erkerartigen, auf Konsolen angeordneten Eckrisalit aus, der aber im ersten Obergeschoss zur Hausecke schräg ausläuft und darüber im zweiten Obergeschoss wieder auf einer Eckkonsole auskragt. Auf volle Länge bedeckt ein Fußwalm den Risalit. Rechts daneben, diesen teilweise überspannend, ist ein Zwerchhaus mit Schweifgiebel angeordnet. Das auf der Nordseite stehende Treppenhaus ist durch halbgeschossig versetzte Fenster gekennzeichnet. |                |
| Lossaustraße 15 (Standort) Wohnhaus D-4-63-000-295        | Der Baumeister Otto Leheis errichtete 1895 das neubarocke, zweigeschossige Mehrfamilienhaus. 1896 ergänzte Leheis das Anwesen um ein Rückgebäude. Der Fabrikanbau, für den Fabrikanten Fritz Kehl 1897 nochmals erweitert, wurde später zur Wohnraumnutzung umgebaut. Die Fassade des Vorderhauses besteht aus Ziegeln mit Sandsteingliederungen und weist in der Straßenfront einen zwischen zwei Fensterachsen mittig angeordneten Risalit auf, der oben von einem turmähnlichen Zwerchhaus mit einer welschen Haube abgeschlossen wird. Der Risalit besitzt halbrunde Balkone mit einer Balustrade sowie stichbogige Fenster und Fenstertüren. Die Hausecken sind durch kolossale Pilaster betont, wobei an der linken Seite die Ecke zusätzlich abgeschrägt ist. Die rechteckigen Fenster verzieren aufwändige Rahmungen, im Erdgeschoss mit Brüstungsfeldern, Pilastern und Sturzgebälk, im Obergeschoss mit dreiecksförmigen Verdachungen. Die Fenster in den seitlichen Fassaden sind deutlich einfacher gestaltet. Das Mansarddach wird von Walmgauben durchdrungen. |                |
| Lossaustraße 16 (Standort) Wohnhaus D-4-63-000-716        | Das historistische, zweigeschossige Wohnhaus, ein Ziegelbau mit Sandsteingliederungen an der Ecke zur Callenberger Straße stehend, plante 1878 der Architekt Hans Rothbart zur Eigennutzung. Die westliche Fassade der Straßenfront ist rechts durch einen Risalit mit Ziergiebel und links durch zwei Fensterachsen mit großem Abstand gekennzeichnet. Die Fenster sind gerahmt und im Risalit als Dreiergruppen ausgebildet. Die Erdgeschossfassade steht auf einem bossierten Quadersockel und ist durch ein umlaufendes, gestuftes Gesims, über dem noch ein Brüstungsgesims angeordnet ist, vom Obergeschoss getrennt. Der Walmdachbau besitzt in der Nordfassade an der Callenberger Straße einen zweiachsigen Mittelrisalit mit Zwerchhaus und in der mehrfach gegliederten Ostfassade den Hauseingang mit einem Treppenaufgang und einem hölzernen Windfang als Venezianisches Fenster ausgebildet. |                |

## Löwenstraße
| Adresse            | Beschreibung | Foto |
| ------------------ | --- | ---- |
| Löwenstraße (Lage) | Der Meißener Löwe als Bestandteil der heraldischen Geschichte Coburgs ist der Namensgeber der Löwenstraße, die im Zuge der westlichen Stadterweiterung als Prachtstraße in den 1890er Jahren entstand. Sie führt von der Kreuzung Mohrenstraße zur Judengasse. Bis 1875 floss hier bis zu seiner Verfüllung ein Seitenarm der Itz. Die historische Bebauung ist durch eine geschlossene Mietshausreihe, die Rückertschule und villenartige Einzelhäuser in fast allen für Coburg damals üblichen Stilarten gekennzeichnet. |      |

| Adresse Bezeichnung Akten-Nr.                                       | Beschreibung | Foto |
| ------------------------------------------------------------------- | --- | ---- |
| Löwenstraße 11 (Standort) Wohn- und Geschäftshaus D-4-63-000-345    | Das Eckhaus zu der Mohrenstraße ist zusammen mit dem Haus Nr. 20 der Mohrenstraße ein Gebäudekomplex und wurde 1890 vom Maurermeister Johann Michael Probst als Mehrfamilienhaus errichtet. Den dreistöckigen Ziegelbau mit Sandsteingliederungen kennzeichnen genutete Eckeinfassungen an den Hauskanten und in der Löwenstraße ein mittig angeordneter, zweiachsiger, flacher Risalit, beidseitig flankiert von jeweils einer Fensterachse. Ein spitzer Dreiecksgiebel mit einer Kartusche bildet den oberen Risalitabschluss. Unter einem Konsolfries sind in den Obergeschossen rechteckige Fenster vorhanden, dagegen weisen die Erdgeschossfenster Stichbögen und Keilsteine auf. Markant ist die abgeschrägte Hausecke mit einem Segmentbogengiebel über dem Ladeneingang im Erdgeschoss, einem Kastenerker in Spätrenaissanceformen im ersten Obergeschoss und einem reich verzierten, rundbogigen gerahmten Fenster im zweiten Obergeschoss. |      |
| Löwenstraße 12 (Standort) Wohn- und Geschäftshaus D-4-63-000-269    | Das Eckhaus zu der Mohrenstraße ließ sich der Kaufmann Fritz Schlegel 1882 durch den Baumeister Hermann Kühn im neuklassizistischen Stil errichten. 1935 beauftragte Ida Martinet den Architekten Richard Teufel mit der Aufstockung um eine Etage. Dabei wurde das Mansarddach durch ein flaches Walmdach ersetzt. Das dreigeschossige Gebäude bildet zusammen mit den benachbarten Häusern Nr. 14/16/18 einen Baublock. Es weist einen Quadersockel, auf dem das hohe Erdgeschoss ruht, und umlaufende Gesimse, die die Geschosse trennen, auf. Ein Wechsel von Dreiecksgiebeln und geraden Sturzprofilen ist markant bei den Fenstern des ersten Obergeschosses. In der abgeschrägten Hausecke ist im ersten Obergeschoss ein Balkon über dem 1989 eingebauten Geschäftseingang angeordnet. |      |
| Löwenstraße 13 (Standort) Villa D-4-63-000-270                      | Die neuklassizistische, zweigeschossige Villa errichtete der Maurermeister Friedrich Franke im Jahre 1882. Zwischen 1883 und 1885 folgte das Rückgebäude, ursprünglich eine Holz- und Wagenremise, die 1889 erweitert wurde. Die Fassade der Vorstadtvilla weist einen Quadersockel auf, auf dem die Außenwände, mit einem umlaufenden Gesims zwischen den Etagen, ruhen. Die Straßenfront besitzt einen flach, zweiachsigen Mittelrisalit, beidseitig flankiert durch eine Fensterachse. Im Dachgeschoss ist der Risalit mit Pilastern gerahmt und wird durch einen Ziergiebel in Formen der Spätrenaissance oben abgeschlossen. Im Erdgeschoss sind gerahmte Fenster mit Stichbogen und Keilstein angeordnet. Vorne sind die Obergeschossfenster aufwändig mit Pilastern, Architrav und Konsolbank gestaltet, in den Seiten schlichter. Rechts durchdringt ein Zwerchhaus das flache Walmdach. |      |
| Löwenstraße 15 (Standort) Mehrfamilienhaus D-4-63-000-271           | Das dreigeschossige Mehrfamilienwohnhaus errichtete 1901 der Baumeister Otto Leiheis. Umbauten folgten 1913 im Erdgeschoss zur Nutzung durch die Ortskrankenkasse und 1935 im zweiten Obergeschoss. Seit 1957 hat die Volkshochschule ihren Sitz in dem Gebäude, die 1964 für eine Volkssternwarte das Dach bereichsweise erhöhen ließ. Die Fassade des Jugendstilbaus besteht aus Ziegel mit Sandsteingliederungen und wird durch den mittig angeordneten, spornförmigen Dreieckserker geprägt, der durch eine Pyramidenhaube abgeschlossen wird. Rechts vom Erker wird die Fassade im Walmdachbereich durch einen Dreiecksgiebel mit einem Stichbogenfenster und links über der abgeschrägten Hausecke durch einen turmartigen Aufbau mit einer Zwiebelhaube und einer Laterne abgeschlossen. Während das hochgesetzte Erdgeschoss einzelne Stichbogenfenster aufweist, sind die in den Obergeschossen zusammengefasst und aufwändig verziert. Im ersten Obergeschoss sind die großen Fenster stichbogig mit ornamentierten Gewänden gestaltet, im zweiten Obergeschoss spitzbogig mit Teilungssäulen und von Kielbögen mit Maskarons überspannt. Zwischen den Fenstern, im Brüstungsbereich, findet ein reicher Jugendstildekor mit Peitschenschlagornamenten seine Verwendung. Die rechte Hausseite weist einen Mittelrisalit mit Eingang, Treppenhaus und Schleppgauben auf. |      |
| Löwenstraße 15 a (Standort) Villa D-4-63-000-272                    | Den Bau der klassizisierenden Villa an der Ecke zur Mühlgasse beauftragte 1881 der Bildhauer Heinrich Scheler. Das zweigeschossige Wohn- und Geschäftshaus mit Atelier wurde 1919 vom Maurermeister August Eckardt für den Hofbildhauer Carl Oehrlein umgebaut und umgestaltet. Die vierachsige Fassade in der Löwenstraße wird durch vier kolossale ionische Pilaster, zwei jeweils an den Hausecken und nach den ersten Einzelfensterachsen, vertikal gegliedert. Über den doppelten Mittelfenstern befindet sich ein zweiachsiges Zwerchhaus mit Pilasterrahmung und einem Dreiecksgiebel, das zusammen mit beidseitig angeordneten Gauben das Mansardwalmdach durchdringt. In der Mühlgasse ist die Fassade mit drei Fensterachsen, fünf kolossalen ionischen Pilastern und einem einachsigen Zwerchhaus analog gestaltet. Vor dem Eingang steht eine Altane, getragen von dorischen Doppelsäulen. |      |
| Löwenstraße 16 (Standort) Mietshaus D-4-63-000-273                  | Der Baumeister Johann Michael Probst errichtete 1902 in manieristischer Formensprache das dreigeschossige Mietswohnhaus. Die Fassade des aufwändig dekorierten Gebäudes besteht aus Ziegel mit Sandsteingliederungen und wird in der Löwenstraße durch einen zweigeschossigen, dreiseitigen Erker geprägt, dessen reich verzierter Fuß zwischen den Fenstern des gebänderten Erdgeschosses ansetzt. Die Erkerfenster sind segmentbogig mit Säulen gestaltet. Den Erkerabschluss bildet oben eine Altane mit einer Balusterbrüstung, dahinter steht das steile Mansarddach, durchdrungen von einem zweiachsigen Zwerchhaus mit Eckpilastern, Konsolgebälk und gesprengtem Volutengiebel. Der Erker wird beidseitig durch eine Fensterachse flankiert, deren Fenster durch Pilaster beidseitig gefasst im ersten Obergeschoss gesprengte Schweifgiebel über Konsolstürzen und im zweiten Obergeschoss verkröpfte Architrave aufweisen. Der Hauseingang zeichnet sich durch ein doppeltes Oberlicht und einen Architrav auf Schultersteinen aus. Dahinter befindet sich ein langgezogener Hausflur mit Spiegeldecke. Die Seiten sind schlichter, mit mittig angeordneten Dreiergruppen von Fenstern, oben durch Zwerchhäuser abgeschlossen, gestaltet. Links wird die Fenstergruppe zusätzlich durch Pilaster eingerahmt. |      |
| Löwenstraße 17 (Standort) Wohn- und Geschäftshaus D-4-63-000-274    | Das zweigeschossige neugotische Eckhaus zur Mühlgasse wurde in zwei Abschnitten errichtet. Zuerst entstand 1880 durch den Maurermeister Bernhard Brockardt, anstelle der 1875 abgerissenen Lautermühle, das Eckgebäude mit zwei Fensterpaaren in der Löwenstraße. Der Magistratsrat Ernst Kübel beauftragte schließlich 1919 das Brockardt’sche Baugeschäft mit einem dreiachsigen Anbau in der Löwenstraße. Das traufständige Halbwalmdachhaus weist seitdem als Fassade in der Löwenstraße vier Fensterpaare, getrennt durch Lisenen, auf, die von Einzelfenstern beidseitig flankiert sind. Dabei ist die linke Achse an der Straßenecke abgeschrägt ausgebildet. Markant ist ein exzentrisch außermittig angeordneter dreiseitiger Kastenerker über dem ein zweiachsiger Zwerchhausgiebel steht. Unter der Dachtraufe verläuft eine Blendbogengliederung. Die Fassade in der Mühlgasse ist analog zur Löwenstraße gestaltet. Auffällig ist dort ein Zwerchhaus mit einem Dreiecksgiebel und der Bezeichnung 1880. |      |
| Löwenstraße 17 a (Standort) Mietshaus D-4-63-000-275                | Das Mehrfamilienhaus errichtete 1919 der Maurermeister August Eckardt für den Korbwarenfabrikanten Ferdinand Otto in Spätformen des Jugendstils. Das Gebäude besitzt Geschosshöhen wie Nr. 17, ist aber eine Etage höher und bildet die Fortsetzung des älteren Nachbarhauses Nr. 19. Die Straßenfassade ist in den Obergeschossen in der Mitte, ähnlich einem Risalit, durch eine Dreiergruppe von Fenstern gekennzeichnet, die, getrennt durch kolossale Pilaster, beidseitig von einer Fensterachse flankiert wird. Den Abschluss bildet oben ein geschiefertes Mansarddach mit einem zweiachsigen mittig angeordneten Zwerchhaus mit Dreiecksgiebel und einer Kartusche mit der Jahreszahl 1919. Beidseitig sind über den äußeren Achsen Schleppgauben vorhanden. Die Brüstungen im zweiten Obergeschoss schmücken Tondofelder. Auf einem Quadersockel steht im Erdgeschoss die mit einer Putzquaderung versehene Fassade. |      |
| Löwenstraße 18 (Standort) Villa D-4-63-000-276                      | Die Neurenaissance Villa errichtete 1887 der Maurermeister Carl Grams nach Plänen des Hofbaurates Julius Hartmann. Der Ausbau der Veranda über dem Eingang folgte 1895, der Ausbau des Daches 1975. 1979 wurde das Erdgeschoss zur Nutzung durch eine Bank teilweise entkernt. Das zweigeschossige Gebäude ist geprägt durch seine Blockhaftigkeit. Die Fassade steht auf einem Quadersockel und besteht aus Ziegel mit Sandsteingliederungen. Im Erdgeschoss durch helle horizontale Streifen strukturiert, weist sie in der Straßenfront vier paarweise zusammengestellte Fenster auf, zwischen denen im Obergeschoss eine Kartusche mit der Bezeichnung 1887 angeordnet ist. Die Obergeschossfenster sind auf einem durchlaufenden Sohlbankgesims angeordnet und in der Hauptfassade durch aufwändige Gebälke und Brüstungsfelder gekennzeichnet. Ein umlaufender ornamentaler Fries unter der Traufe des flachen Walmdaches bildet den Fassadenabschluss. |      |
| Löwenstraße 19 (Standort) Lagergebäude D-4-63-000-277               | Im Jahre 1913 beauftragte der Kaufmann und Korbwarenfabrikant Ferdinand Otto den Maurermeister August Eckardt mit dem Bau eines Wohn- und Geschäftshauses im historisierenden Stil. Im Erdgeschoss entstanden Büroräume, im ersten Obergeschoss eine Wohnung und darüber Lagerräume, die 1940 zur Wohnnutzung umgebaut wurden. Die verputzte Obergeschossfassade ist durch einen vierachsigen, erkerartigen Mittelrisalit geprägt, der oben von einem segmentbogigen Zwerchhaus mit einem Giebelfeld und der Bezeichnung 1913 abgeschlossen wird. Beidseitig flankieren den Risalit jeweils eine Achse mit Fensterpaaren, eingefasst durch flache Pilaster. Auffällig ist am Risalit das durch doppelte Gesimse eingerahmte erste Obergeschoss sowie die aufgeputzten Tondofelder in der Zwerchhausbrüstung. Das Erdgeschoss zeichnet sich durch Quaderrustika und durch eine korbbogige Schaufensteröffnung in der Mitte sowie beidseitig je eine Rundbogenöffnung für ein weiteres Schaufenster beziehungsweise den Eingang mit kleinem Vorplatz aus. |      |
| Löwenstraße 20 (Standort) Villa D-4-63-000-278                      | Die zweigeschossige Villa gegenüber der Mühlgasse baute 1885 der Maurermeister Bernhard Brockardt im Stil der Neurenaissance mit Ziegel und Sandsteingliederungen. Auf dem Erdgeschoss, als gebänderter Sockel ausgebildet, ist das Obergeschoss, als Hochparterre wirkend, angeordnet. Die östliche Obergeschossfassade an der Löwenstraße und die Südseite sind durch eine schräge Hausecke mit einem turmartigen Aufbau miteinander verbunden, der bis 1965 eine welsche Haube trug. Beide Seiten haben zweiachsige Risalite mit hohen steilen Dreiecksgiebeln, im Süden mittig und im Osten rechts angeordnet. Der straßenseitige Giebel zeigt Pilaster und eine helle Bänderung, der obere Abschluss mit Ädikula und Segmentbogen wurde 1965 entfernt. Die Kanten des Hauses werden durch Quaderungen und Gesimse betont. Die rechteckigen Erdgeschossfenster besaßen ursprünglich einen Stichbogen. Die nördliche Seite weist hinter Korbbogenarkaden, mit einem darüber nachträglich geschlossenen Balkon, den Eingang in einem Satteldachflügel auf. |      |
| Löwenstraße 21/23 (Standort) Mietshaus D-4-63-000-279               | Die Mehrfamilienhäuser errichtete der Baurat Carl Kleemann in barockisierenden Formen 1888 (Nr. 23) und 1890 (Nr. 21). Später folgten noch die Häuser Nr. 27/29. Die beiden traufständigen, dreigeschossigen Mansarddachhäuser besitzen im Erdgeschoss eine Fassade aus glatten Quadern, die mit jeweils fünf Rundbögen und dem Eingang in der Mitte ausgeführt sind. Eckverquaderungen schließen die Fassaden mit ihren durchlaufenden kräftigen Gesimsen in den Obergeschossen seitlich ab. Das linke Haus Nr. 21 übernimmt in den Obergeschossen die fünf Achsen des Erdgeschosses und zeigt in der Mitte im Dachgeschoss eine dreiteilige Attikagaube, seitlich flankiert von zwei Hausgauben. Das rechte Haus Nr. 24 ist dagegen durch drei Fensterpaare in den oberen Etagen gestaltet, die im ersten Obergeschoss mit zwei Dreiecksgiebeln und einem Segmentbogengiebel versehen sind. Drei Doppelgauben setzen im Dachbereich die Gliederung fort. Erwähnenswert an Haus Nr. 23 ist der Vorplatz des Eingangs mit einer stuckierten Felderdecke und einer Groteskenmalerei im Stil der Neurenaissance. |      |
| Löwenstraße 22 (Standort) Villa D-4-63-000-280                      | Die Villa gegenüber der Mühlgasse errichtete 1882 der Maurermeister Bernhard Brockardt im Stil der Neurenaissance. 1954 folgte ein Anbau für das Staatliche Gesundheitsamt, der zusammen mit der Villa ab 1979 durch die benachbarte Rückertschule, danach von der Volkshochschule, genutzt und 2009 abgerissen wurde. Die Fassade des zweigeschossigen Gebäudes besteht aus einem Sockel mit Quadermauerwerk auf dem Ziegelmauerwerk mit Sandsteingliederungen steht. Umlaufende Gesimse und ein Konsolfries unter der Traufe gliedern die Fassade. Sie besteht auf der Ostseite in der Löwenstraße aus vier Achsen mit einem links angeordneten zweiachsigen Risalit, der mit Zahnbänderungen seitlich eingefasst ist und oben einen reich dekorierten Zwerchgiebel besitzt. Die Ostseite ist analog gestaltet, sie weist allerdings eine Fensterachse weniger auf. Markant ist der polygonale Hausteinerker auf einer Säule an der abgeschrägten Hausecke. Er zeichnet sich durch gefelderte Brüstungen, schmale Fenster und eine Haube aus. Die Fenster sind im Keller mit Segmentbögen ausgestattet, im Erdgeschoss zusätzlich mit Rustikarahmen. Die Rahmung der rechteckigen Obergeschossfenster weist dagegen Ohren auf. |      |
| Löwenstraße 24 (Standort) Villa D-4-63-000-281                      | Die Villa, auf der Rückseite von Haus Nr. 22 gelegen und über eine Zufahrt erschlossen, baute 1883 der Maurermeister Bernhard Brockardt im Stil der Neurenaissance. 1884 folgte der Anbau einer Veranda und 1891 die Aufstockung um eine Etage. Weitere Umbauten und Erweiterungen kamen 1933 und 1942 zur Ausführung. Das südliche Zwerchhaus ersetzte 1953 zwei Dachgauben. Auf einem Quadersockel des Kellergeschosses steht die aus Ziegel und Sandsteingliederungen bestehende Fassade des flachen Walmdachhauses. Aufwändiger Dekor wie bei den anderen Gebäude von Brockardt in der Löwenstraße ist nicht vorhanden. Die Hauskanten des durch Anbauten vielfältig gegliederten zweigeschossigen Hauses sind mit Quaderungen ausgebildet. Ein gestufter, dreiachsiger Risalit, Ziergiebel und eine abgeschrägte Hausecke sind als weitere Gestaltungselemente vorhanden. Die Obergeschossfenster besitzen profilierte Sturzgesime, die Erdgeschossfenster sind stichbogig ausgebildet. |      |
| Löwenstraße 25/27 (Standort) Mietshaus D-4-63-000-282               | Die beiden dreigeschossigen Mehrfamilienhäuser errichtete 1892 der Baurat Carl Kleemann in barockisierenden Formen. Sie stehen in Verlängerung des Hauses Nr. 23, womit in der Löwenstraße ein geschlossenes Ensemble als bauliches Gegengewicht zur gegenüberliegenden Rückertschule entstand. Markant ist insbesondere der Kopfbau, Haus Nr. 27, mit seinen beiden Kuppeldächern und einem Mansarddach, was auf einen französischen Einfluss hindeutet. Die Erdgeschossfassade besteht aus glatten Quadern, wie auch die Lisenen an den Hauskanten. Auf der Westseite in der Löwenstraße ist mittig ein zweiachsiger, flacher Risalit mit Attikagaube angeordnet, der beidseitig durch je eine Achse mit einem Fensterpaar flankiert wird. Im Erdgeschoss besitzt der Risalit ein breites Korbbogenfenster. Die darüber stehenden Fenstergruppen sind von kolossalen Pilastern gerahmt und mit Gesimsen und Stürzen im ersten sowie mit geohrten Rahmen und Keilsteinen im zweiten Obergeschoss aufwändig dekoriert. Durch den links neben einem Rundbogenfenster angeordneten Hauseingang ist im Erdgeschoss keine vollständige Symmetrie vorhanden. Die Ostseite weist im Erdgeschoss vier symmetrisch angeordnete Rundbogenfenster, wie alle anderen mit Keilsteinen und Maskarons, auf und in den Obergeschossen die Gestaltung, unter anderem mit einem dreiachsigen Mittelrisalit, wie Haus Nr. 25 in der Straßenfront. Das Haus Nr. 25 zeigt dieselbe Formensprache wie das Nachbarhaus Nr. 27. Die größere Hausbreite ermöglichte allerdings die Anordnung von fünf symmetrischen Rundbogenöffnungen im Erdgeschoss und einen Mittelrisalit mit Fenstern in Dreiergruppen und einer entsprechend gestalteten Attikagaube. |      |
| Löwenstraße 28 (Standort) Rückert-Volksschule Coburg D-4-63-000-283 | Die Rückertschule wurde 1890 als Knabenschule eingeweiht. Das dreieinhalbgeschossige Schulhaus entstand nach Plänen des Stadtbaumeisters Julius Martinet im Stil der manieristischen Neurenaissance. Ein Walmdach mit Dachreiter, ein aufwendig gestalter Mittelrisalit in der Straßenfront, zwei Treppentürme mit Zwiebelhauben in der Rückfront und Mittelrisalite an Seiten kennzeichnen das Schulhaus der nach Friedrich Rückert bezeichneten Schule. |      |
| Löwenstraße 29 (Standort) Mietshaus D-4-63-000-284                  | Das Mietshaus am Ende der Löwenstraße errichtete der Maurermeister Georg Meyer 1893 im Stil der Neurenaissance. Das dreigeschossige Gebäude in Ecklage an der Kreuzung Löwenstraße/Judengasse/Viktoriastraße ist zur Löwenstraße ausgerichtet. Seine Fassade, gekennzeichnet durch Ziegel mit Sandsteingliederungen, steht auf einem Sandsteinquadersockel mit segmentbogigen Kellerfenstern und besitzt unter anderem ein gebändertes Erdgeschoss sowie eine Einfassung der Hauskanten mit Quadern. Die Gliederung der sechsachsigen Fassade in der Löwenstraße besteht aus einem links angeordneten Risalit mit paarweise ausgeführten Fenstern, Pilastern und einem großen Dreiecksgiebel mit der Bezeichnung GM 1894, die sich auf das Bauende einer angebauten Veranda bezieht. Rechts hat das Mansarddachhaus eine abgeschrägte Hausecke mit einem zweigeschossigen Eckerker auf Volutenkonsolen und einer doppelten Haube als Abschluss. Daneben steht auf der Südseite als Vorbau das Treppenhaus, über die ganze Höhe gebändert. Die Nordseite weist eine vierachsige Fassade, mit einem weiteren Eingang über eine doppelläufige Podesttreppe, auf. Die Fenster im ersten Obergeschoss sind durch eine Pilasterrahmung mit rundbogigen und dreieckigen Abschlüssen im Vergleich zu den anderen Fenstern am aufwändigsten gestaltet. |      |

## Lutherstraße
| Adresse             | Beschreibung | Foto |
| ------------------- | --- | ---- |
| Lutherstraße (Lage) | Das Quartier wurde ab 1900 bebaut. 1904 legte die Stadt östlich des Kalenderwegs drei Straßen zwischen Rodacher Straße und Kanonenweg an, die sich auf die Reformation beziehen. Es entstanden zwischen Itz, Lauter und der Werrabahn die Lutherstraße, Melanchthonstraße und Wittenberger Weg. In der Lutherstraße wurden meist zweigeschossige Mietshäuser mit ausgebauten Dachgeschossen im Stil des späten, reduzierten Historismus errichtet. Die Häuser besitzen im Regelfall unter anderem Erker, Giebel und bescheidene Bauzier. |      |

| Adresse Bezeichnung Akten-Nr.                              | Beschreibung | Foto |
| ---------------------------------------------------------- | --- | ---- |
| Lutherstraße 20 (Standort) Werkstattgebäude D-4-63-000-927 | Das Anwesen besteht aus dem Vorderhaus, einer Doppelhaushälfte, die sich der Zimmermeister Eduard Heß 1912 vom Baugeschäft Eduard Florschütz errichten ließ und dem Hinterhaus, einem Werkstattgebäude, das 1925 das Bauunternehmen P. Naumann mit einem Zollingerdach für den Fabrikanten Albin Böhm-Hennes zur Produktion von Isolierflaschen baute. Die Dachkonstruktion mit der Zollbau-Lamellen-Bauweise führte Eduard Heß, wie bei neun anderen Gebäuden in den 1920er Jahren in Coburg, aus. Er hatte die Lizenz für Coburg erworben. 1930 folgte am Werkstattgebäude ein Umbau mit zusätzlichen Innenwänden und Fenstern in den Giebelwänden. Das Erscheinungsbild ist seitdem nahezu unverändert. |      |
| Lutherstraße 22 (Standort) Wohnhaus D-4-63-000-717         | Im Jahre 1912 errichtete das Baugeschäft Eduard Florschütz im Auftrag des Zimmermeisters Eduard Heß das zweigeschossige Wohnhaus im historisierenden Heimatstil. Von 1921 bis 1923 folgte an der Nordseite für den Kaufmann Erich Flechsenberger ein zweigeschossiger Anbau mit Flachdach. Das Mansardwalmdachhaus besitzt einen umlaufenden bossierten Quadermauersockel. Die symmetrische Fassade der Straßenfront ist durch abgeschrägte Hausecken mit einer Fensterachse und einen dazwischen liegenden, zweigeschossigen Balkon gekennzeichnet. Der obere Balkon mit vier Öffnungen und Ziergitter steht außen auf zwei Pfeilern. Darüber durchdringt ein zweiachsiger Zwerchgiebel mit einem Okulus im glockenförmigen Giebel, das Mansarddach. Sprossenfenster mit der ursprünglichen Gestaltung sind vorne noch vorhanden. Die rechte Seite weist den Eingang auf. Die linke Seite, nach Westen ausgerichtet, besteht aus einem vierachsigen Abschnitt mit einem einachsigen Risalit und darüber einer einachsigen Glockengaube sowie auf beiden Seiten je einer Schleppgaube. Es folgen Richtung Norden zwei weitere vierachsige Abschnitte mit einachsigen Eckrisaliten. |      |